# Winnie Markus
Winnie Markus (Praga, 16 maggio 1921 – Monaco di Baviera, 8 marzo 2002) è stata un'attrice cecoslovacca naturalizzata tedesca.

## Filmografia parziale

### Cinema
- L'amore più forte (Mutterliebe), regia di Gustav Ucicky (1939)
- Oceano in fiamme (Brand im Ozean), regia di Günther Rittau (1939)
- Wally dell'avvoltoio (Die Geierwally), regia di Hans Steinhoff (1940)
- All'ombra della montagna (Im Schatten des Berges), regia di Alois Johannes Lippl (1940)
- Il segreto di Anna Rottner (Die Kellnerin Anna), regia di Peter Paul Brauer (1941)
- Vienna 1800 (Brüderlein fein), regia di Hans Thimig (1942)
- Angeli senza felicità (Wen die Götter lieben), regia di Karl Hartl (1942)
- Fahrt ins Abenteuer, regia di Jürgen von Alten (1943)
- Destino tragico (Tonelli), regia di Viktor Tourjansky (1943)
- Das alte Lied, regia di Fritz Peter Buch (1945)
- In jenen Tagen, regia di Helmut Käutner (1947)
- Mio figlio il forzato (Der Bagnosträfling), regia di Gustav Fröhlich (1949)
- Begierde, regia di Karl Georg Külb (1951)
- Tornerai (Komm zurück...), regia di Alfred Braun (1953)
- Capo d'accusa: uxoricidio (Teufel in Seide), regia di Rolf Hansen (1956)
- Amanti imperiali (Kronprinz Rudolfs letzte Liebe), regia di Rudolf Jugert (1956)
- Ginecologo dottor Bertram (Frauenarzt Dr. Bertram), regia di Werner Klingler (1957)
- Was eine Frau im Frühling träumt, regia di Erik Ode e Arthur Maria Rabenalt (1959)

### Televisione
- Zwei Münchner in Hamburg - serie TV, 29 episodi (1989-1993)
- Der Bergdoktor - serie TV, 18 episodi (1992-1994)
- Ihre Exzellenz, die Botschafterin - serie TV, 11 episodi (1994)